# Céline Distel-Bonnet
Cet article possède un paronyme, voir Céline Bonnet.
Pour les articles homonymes, voir Distel et Bonnet.
Céline Distel-Bonnet (née le 25 mai 1987 à Strasbourg) est une athlète française, spécialiste des épreuves de sprint, vice-championne d'Europe du relais 4 x 100 m en 2010 et 2014.

## Biographie

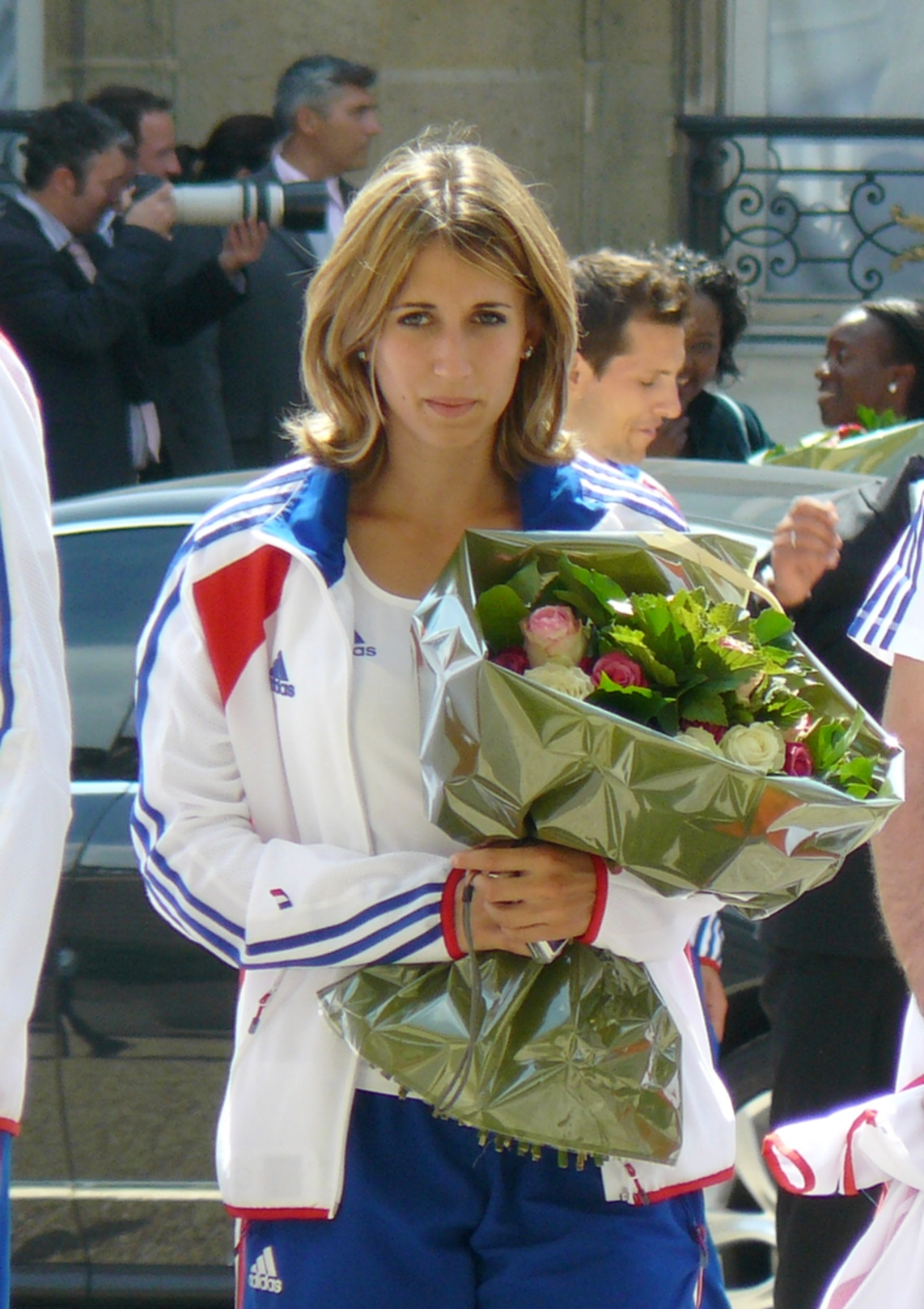
Céline Distel lors de la récéption des médaillés des Championnats d'Europe de Barcelone 2010

Alors licenciée à l'Alsace nord athlétisme, Céline Distel s'adjuge le titre national junior du 100 m ainsi que celui du 60 m en salle en 2005 et 2006. Sélectionnée pour les Championnats d'Europe juniors de 2005, elle s'incline dès les séries du 100 mètres mais remporte la médaille de bronze du relais 4 × 100 mètres aux côtés de ses coéquipières de l'équipe de France. L'année suivante, la Française monte sur la deuxième marche du podium des championnats du monde juniors de Pékin aux côtés de Johanna Danois, Émilie Gaydu et Joellie Baflan, la France s'inclinant face au relais des États-Unis. Elle remporte les titres espoirs du 100 m lors des Championnats de France 2008 et 2009.
En 2010, Céline Distel dispute les séries du 4 × 100 m des Championnats d'Europe de Barcelone et permet à l'équipe de France de se qualifier pour la finale (43 s 35). Non retenue pour la finale, elle reçoit néanmoins la médaille d'argent au titre de sa participation au tour précédent.
En 2010, elle change de club pour s'inscrire au Pays de Colmar Athlétisme.
Le 18 août 2013, Céline Distel-Bonnet devient vice-championne du monde du relais 4 x 100 m à l'occasion des championnats du monde de Moscou mais l'équipe est disqualifiée pour passage de témoin hors-zone deux heures après le podium. Les athlètes ne rendent pas leurs médailles.
En 2014, Céline Distel-Bonnet connaît une progression intéressante : elle se classe 3e du 100 m des Championnats de France de Reims avec un nouveau record personnel en 11 s 24. Le mois suivant, elle égale ce record en demi-finales des Championnats d'Europe de Zürich où elle se classe 6e de la finale en 11 s 38 avant de remporter une médaille d'argent avec le relais 4 x 100 m en 42 s 45, s'inclinant face au Royaume-Uni.
Durant l'hiver 2015, elle améliore son record personnel du 60 m en 7 s 26 lors des Championnats de France en salle. Lors des Championnats d'Europe en salle, elle réalise en série 7 s 24, nouveau record personnel puis est éliminée en demi-finale malgré un temps de 7 s 25. Le 8 juin, elle déclare forfait pour les Championnats d'Europe par équipes à cause d'une blessure à la cuisse. Elle se soigne à temps pour les Championnats de France de Villeneuve-d'Ascq où elle remporte l'argent en 11 s 59. Sélectionnée dans le relais pour les Championnats du monde de Pékin, les Françaises, de niveau diminué, ne passe pas le cap des séries.
Le 25 juin 2016, elle établit son meilleur temps de la saison en 11 s 31 en série des Championnats de France d'Angers, avant de remporter en finale la médaille de bronze en 11 s 32. Le 10 juillet 2016, elle se classe avec ses coéquipières 6e de la finale du relais 4 x 100 m des Championnats d'Europe d'Amsterdam en 43 s 05.
Elle met un terme à sa carrière sportive le 8 novembre suivant.
En 2020, elle exerce le métier de diététicienne en Alsace. En septembre 2023, elle rejoint le Racing, à Strasbourg où elle est engagée comme diététicienne. C'est à première personne à occuper officiellement ce poste, qui incombait auparavant à la cellule médicale, et la première femme à rejoindre le staff de cette équipe.

## Palmarès
| Date | Compétition                       | Lieu      | Résultat | Épreuve   | Temps         |
| ---- | --------------------------------- | --------- | -------- | --------- | ------------- |
| 2005 | Championnats d'Europe juniors     | Kaunas    | 3e       | 4 × 100 m | 44 s 79       |
| 2006 | Coupe d'Europe                    | Malaga    | 2e       | 4 x 100 m | 43 s 75       |
| 2006 | Championnats du monde juniors     | Pékin     | 8e       | 100 m     | 11 s 75       |
| 2006 | Championnats du monde juniors     | Pékin     | 2e       | 4 × 100 m | 44 s 20       |
| 2009 | Championnats d'Europe espoirs     | Kaunas    | 4e       | 4 x 100 m | 44 s 26       |
| 2010 | Championnats d'Europe             | Barcelone | 2e       | 100 m     | séries        |
| 2011 | Championnats d'Europe par équipes | Stockholm | 5e       | 4 × 100 m | 43 s 61       |
| 2011 | Championnats du monde             | Daegu     | 4e       | 4 × 100 m | 42 s 70       |
| 2013 | Championnats d'Europe par équipes | Gateshead | 4e       | 4 × 100 m | 43 s 52       |
| 2013 | Championnats du monde             | Moscou    | —        | 4 × 100 m | disqualifiées |
| 2014 | Relais mondiaux de l'IAAF         | Nassau    | 8e       | 4 × 100 m | 43 s 76       |
| 2014 | Relais mondiaux de l'IAAF         | Nassau    | 6e       | 4 × 200 m | 1 min 32 s 23 |
| 2014 | Championnats d'Europe par équipes | Brunswick | 2e       | 4 × 100 m | 43 s 19       |
| 2014 | Championnats d'Europe             | Zurich    | 6e       | 100 m     | 11 s 38       |
| 2014 | Championnats d'Europe             | Zurich    | 2e       | 4 × 100 m | 42 s 45       |
| 2015 | Relais mondiaux de l'IAAF         | Nassau    | finale   | 4 × 200 m | DNF           |
| 2015 | Championnats d'Europe en salle    | Prague    | 12e      | 60 m      | 7 s 26        |
| 2016 | Championnats d'Europe             | Amsterdam | 5e       | 4 x 100 m | 43 s 05       |

## Records
| Épreuve | Épreuve   | Performance | Lieu         | Date                         |
| ------- | --------- | ----------- | ------------ | ---------------------------- |
| 60 m    | En salle  | 7 s 24      | Prague       | 7 mars 2015                  |
| 100 m   | Plein air | 11 s 24     | Reims Zurich | 12 juillet 2014 12 août 2014 |
| 200 m   | Plein air | 23 s 30     | Paris        | 14 juillet 2013              |